# Dieter Stegemann
Dieter Helmut Stegemann (* 5. August 1932 in Dortmund; † 16. Juni 2013 in Hannover) war ein deutscher Physiker und Hochschullehrer.

## Leben und Wirken
Stegemann studierte nach seinem Abitur in Dortmund an der Universität Göttingen. In Göttingen wurde er im Sommersemester 1952 bei der Burschenschaft Holzminda aktiv. Nach seinem Abschluss und Dr.-Ing. der Fakultät für Maschinenbau der TH Karlsruhe wurde er Privatdozent. Von 1962 bis 1969 war er Abteilungsleiter im Institut für Neutronenphysik und Reaktortechnik des Kernforschungszentrums Karlsruhe. Die Antrittsvorlesung seiner Habilitation hielt er an der Fakultät für Maschinenbau und Verfahrenstechnik der Universität Karlsruhe am 19. Juli 1967. Ab 1. April 1969 übernahm er als Professor den Lehrstuhl für Kerntechnik am Institut für Kerntechnik und Zerstörungsfreie Prüfverfahren der TU Hannover. Hier wurde er auch Direktor dieses Instituts.
Sein Lehrgebiet umfasste vor allem Grundlagen der Kerntechnik, Konstruktion und Auslegung von Kernreaktoren, Instrumentierung und Regelung von Kernreaktoren, Reaktorsicherheit und nuklearen Brennstoffkreislauf. Seine Forschungsgebiete waren unter anderem: Reaktor-Betriebsverhalten, Reaktorsicherheit, Thermodynamische Untersuchungen für wasser- und flüssigmetallgekühlte Kernreaktoren, Reaktorrauschanalyse, Zerstörungsfreie Prüfung von Reaktorkomponenten. Stegemann war Inhaber mehrerer Patente, unter anderem für Messverfahren und Messvorrichtung zur Materialcharakterisierung von Halbzeugen und Maschinenbauteilen. und für Verfahren zur selbsttätigen, iterativen Prozeßoptimierung von Ziehvorgängen in Pressen. 1975 wurde er Mitglied des wissenschaftlichen Beirats der Vereinigung der Großkraftwerksbetreiber (VGB), 1977 des Kuratoriums der VGB-Forschungsstiftung, 1979 des Vorstandes der Kerntechnischen Gesellschaft (KTG) und 1980 des Präsidiums des Deutschen Atomforums.
1999 war er Unterzeichner des Memorandums deutscher Wissenschaftler zum geplanten Kernenergieausstieg.

## Veröffentlichungen (Auswahl)
- Radioisotopen als Hilfsmittel zur Untersuchung des Kolbenringdrehens und seines Einflusses auf die Abdichtung. Dissertation Universität Karlsruhe 1962.
- Die Analyse des Neutronenrauschens in Reaktoren. Karlsruhe 1966.
- Bestimmung reaktorphysikalischer Parameter aus dem Reaktorrauschen durch Analyse von Wahrscheinlichkeitsverteilungen. Habilitation, Karlsruhe 1967.
- Die Energie, Lebensnerv unserer zivilisierten Welt. Göttingen 1974.
- Entwicklungen zur Energiebedarfsdeckung. Hannover 1980.
- Unterwasserhandhabungssystem fur Meß- und Schneidarbeiten bei der Demontage stillgelegter kerntechnischer Anlagen. Schlußbericht. Hannover 1992.
- Zerstörungsfreie Prüfverfahren. Radiografie und Radioskopie. Stuttgart 1995.
- Der Einsatz von Wirbelströmen für die zerstörungsfreie Werkstoffprüfung. Düsseldorf 2010.